# رودولف شیدکراوت
رودولف شیدکراوت (انگلیسی: Rudolph Schildkraut; ۲۷ آوریل ۱۸۶۲ – ۱۵ ژوئیهٔ ۱۹۳۰) بازیگر تئاتر و بازیگر سینما اهل ایالات متحده آمریکا بود.
از فیلم‌ها یا برنامه‌های تلویزیونی که وی در آن نقش داشته‌است می‌توان به کشتی‌ای می‌آید از، شاهنشاه اشاره کرد.